# Championnat de Grèce de football 2007-2008
Navigation
Saison précédente Saison suivante
La saison 2007-2008 du Championnat de Grèce de football était la 60e édition de la première division grecque. 
Lors de cette saison, l'Olympiakos, tenant du titre, a tenté de conserver son titre de champion de Grèce face aux quinze meilleurs clubs grecs lors d'une série de matchs se déroulant sur toute l'année. Les seize clubs participants au championnat ont été confrontés à deux reprises aux quinze autres. 
À l'issue de la saison, l'Olympiakos gagne son 11e titre en 12 ans. C'est le 36e titre de champion de Grèce de son histoire. L'AEK Athènes termine 2e à 2 points, le Panathinaikos est 3e à 4 points du champion.

## Qualifications en Coupe d'Europe
À l'issue de la saison, le club champion se qualifie pour la Ligue des champions 2008-2009, alors que les clubs classés entre la 2e et la 5e place disputent une poule de playoffs pour déterminer les qualifications européennes (Ligue des champions, Coupe UEFA et Coupe Intertoto). Le vainqueur de cette poule est qualifié pour le tour préliminaire de la Ligue des Champions. Le club qui termine deuxième est qualifié pour la Coupe UEFA 2008-2009, tout comme le vainqueur de la Coupe de Grèce. Enfin, le club qui finit à la 3e place de cette poule de playoffs se qualifie pour la Coupe Intertoto 2008. Si le vainqueur de la Coupe de grèce termine 4e de la poule, il laisse sa place en Coupe Intertoto au club classé 3e.

## Les 16 clubs participants
| Club                    | Classement 2006-2007 | Stade               | Capacité | Ville         |
| ----------------------- | -------------------- | ------------------- | -------- | ------------- |
| AEK Athènes             | 2                    | Stade Olympique     | 71 030   | Athènes       |
| Apollon Kalamarias      | 12                   | Stade Apollon       | 7 000    | Kalamaria     |
| Aris Salonique          | 4                    | Stade Harilaou      | 18 308   | Salonique     |
| PAE Asteras Tripolis    | Beta Ethniki         | Stade Asteras       | 4 000    | Tripoli       |
| Atromitos FC            | 8                    | Stade de Peristeri  | 10 200   | Peristeri     |
| PAE Ergotelis Heraklion | 9                    | Stade Pankritio     | 26 240   | Heraklion     |
| Iraklis Salonique       | 13                   | Stade Kaftantzoglio | 28 000   | Thessalonique |
| AEL Larissa             | 10                   | Stade Alkazar       | 13 108   | Larissa       |
| APO Levadiakos          | Beta Ethniki         | Stade de Livadia    | 10 200   | Livadiá       |
| OFI Crete               | 7                    | Stade Pankritio     | 26 240   | Heraklion     |
| Olympiakos Le Pirée     | 1                    | Stade Karaiskaki    | 33 334   | Le Pirée      |
| Panathinaikos           | 3                    | Stade Olympique     | 71 030   | Athènes       |
| Panionios               | 5                    | Stade Nea Smyrnis   | 11 700   | Athènes       |
| PAOK Salonique          | 6                    | Stade de Toúmba     | 28 701   | Thessalonique |
| PAE Veria               | Beta Ethniki         | Stade de Veria      | 9 300    | Véria         |
| AO Xanthi               | 11                   | Stade de Xanthi     | 7 422    | Xanthi        |

## Compétition

### Classement
Le barème de points servant à établir le classement se décompose ainsi :
- Victoire : 3 points
- Match nul : 1 point
- Défaite, forfait ou abandon du match : 0 point

| Rang | Équipe                   | Pts | J  | G  | N  | P  | Bp | Bc | Diff |
| ---- | ------------------------ | --- | -- | -- | -- | -- | -- | -- | ---- |
| 1    | Olympiakos (T) (C)       | 70  | 30 | 21 | 7  | 2  | 58 | 23 | +35  |
| 2    | AEK Athènes              | 68  | 30 | 22 | 2  | 6  | 65 | 17 | +48  |
| 3    | Panathinaikos            | 66  | 30 | 20 | 6  | 4  | 44 | 18 | +26  |
| 4    | Aris Salonique           | 50  | 30 | 14 | 8  | 8  | 32 | 20 | +12  |
| 5    | Panionios                | 45  | 30 | 13 | 6  | 11 | 39 | 42 | -3   |
| 6    | AEL Larissa              | 45  | 30 | 11 | 12 | 7  | 35 | 30 | +5   |
| 7    | PAE Asteras Tripolis (P) | 44  | 30 | 11 | 11 | 8  | 28 | 24 | +4   |
| 8    | AO Xanthi                | 36  | 30 | 10 | 6  | 14 | 33 | 39 | -6   |
| 9    | PAOK Salonique           | 35  | 30 | 10 | 5  | 15 | 29 | 35 | -6   |
| 10   | Iraklis Salonique        | 35  | 30 | 8  | 11 | 11 | 28 | 33 | -5   |
| 11   | APO Levadiakos (P)       | 33  | 30 | 10 | 3  | 17 | 32 | 51 | -19  |
| 12   | OFI Crete                | 32  | 30 | 9  | 5  | 16 | 39 | 49 | -10  |
| 13   | PAE Ergotelis Heraklion  | 30  | 30 | 7  | 9  | 14 | 28 | 41 | -13  |
| 14   | Atromitos FC             | 29  | 30 | 8  | 5  | 17 | 23 | 36 | -13  |
| 15   | PAE Veria (P)            | 23  | 30 | 5  | 8  | 17 | 21 | 44 | -23  |
| 16   | Apollon Kalamarias -1    | 22  | 30 | 5  | 8  | 17 | 27 | 57 | -30  |

| Légende : Qualifications et relégations | Légende : Qualifications et relégations                                                                        |
| --------------------------------------- | --- |
|                                         | Ligue des champions 2008-2009 (phase de groupes)                                                               |
|                                         | Qualifié pour les playoffs pour la Coupe d'Europe                                                              |
|                                         | Relégué en Beta Ethniki                                                                                        |
|                                         | (T) : Tenant du titre 2006-2007 (C) : Vainqueurs de la Coupe de Grèce de football (P) : Promus de Beta Ethniki |

- Un point de pénalité a été infligé à Apollon Kalamarias pour avoir fait jouer Roman Wallner contre l'l. Le club a enfreint le règlement de la FIFA selon lequel un joueur peut jouer au maximum pour deux clubs dans une même saison alors que Roman Wallner avait déjà joué cette saison-là pour les clubs écossais de Falkirk Football Club et Hamilton Academical Football Club. La victoire 1-0 obtenue sur le terrain se transforma en défaite sur tapis vert assortie d'un point de pénalité.

### Matchs
| Résultats (▼dom., ►ext.)                                   | AEK | ApK | Ari | Ast | Atr | Erg | Irk | Lar | Lev | OFI | Oly | Pao | Pnn | PAOK | Ver | Xan |
| AEK Athènes                                                |     | 4-0 | 1-1 | 2-0 | 2-0 | 3-1 | 1-2 | 1-0 | 3-0 | 4-0 | 4-0 | 1-1 | 2-3 | 2-0  | 5-1 | 3-0 |
| Apollon Kalamarias                                         | 0-1 |     | 0-0 | 2-2 | 0-2 | 2-1 | 1-1 | 1-1 | 2-0 | 1-1 | 0-3 | 1-3 | 0-2 | 0-2  | 1-0 | 1-0 |
| Aris Salonique                                             | 0-1 | 2-2 |     | 2-0 | 2-0 | 2-0 | 2-2 | 2-0 | 1-0 | 2-0 | 1-1 | 0-1 | 0-0 | 3-1  | 1-0 | 2-0 |
| PAE Asteras Tripolis                                       | 2-1 | 1-1 | 0-0 |     | 1-0 | 1-1 | 0-0 | 0-1 | 1-2 | 1-1 | 1-0 | 1-0 | 1-0 | 2-0  | 2-0 | 0-0 |
| Atromitos FC                                               | 0-1 | 3-0 | 1-2 | 0-2 |     | 1-2 | 1-1 | 2-0 | 2-1 | 1-0 | 1-3 | 0-1 | 0-2 | 0-0  | 1-0 | 2-3 |
| PAE Ergotelis Heraklion                                    | 1-4 | 2-2 | 0-1 | 0-3 | 0-0 |     | 1-0 | 0-0 | 2-1 | 1-1 | 3-3 | 0-3 | 1-1 | 2-0  | 2-0 | 2-0 |
| Iraklis Salonique                                          | 0-1 | 5-2 | 0-2 | 0-0 | 1-1 | 0-1 |     | 1-1 | 1-0 | 1-0 | 1-2 | 0-1 | 1-0 | 1-0  | 1-1 | 1-1 |
| AEL Larissa                                                | 1-0 | 2-1 | 1-0 | 1-1 | 2-0 | 3-2 | 1-0 |     | 3-3 | 5-1 | 0-0 | 2-2 | 1-0 | 4-3  | 1-1 | 0-0 |
| APO Levadiakos                                             | 0-4 | 2-0 | 2-0 | 0-0 | 2-1 | 0-0 | 3-0 | 0-1 |     | 0-3 | 1-3 | 0-4 | 1-0 | 2-0  | 5-3 | 2-1 |
| OFI Crete                                                  | 1-4 | 3-2 | 0-1 | 0-3 | 0-1 | 4-1 | 2-0 | 0-0 | 1-2 |     | 0-1 | 4-1 | 1-2 | 2-0  | 3-0 | 2-0 |
| Olympiakos                                                 | 1-0 | 1-0 | 1-0 | 1-1 | 2-0 | 1-0 | 3-1 | 2-1 | 4-0 | 6-2 |     | 1-1 | 4-1 | 2-1  | 1-0 | 2-1 |
| Panathinaikos                                              | 2-1 | 1-0 | 1-0 | 2-0 | 2-0 | 1-0 | 1-1 | 2-0 | 1-0 | 3-1 | 0-0 |     | 2-1 | 2-0  | 1-0 | 0-0 |
| Panionios                                                  | 0-3 | 2-1 | 0-3 | 4-1 | 2-1 | 2-1 | 1-1 | 3-1 | 2-0 | 1-3 | 0-4 | 1-0 |     | 0-0  | 2-2 | 3-2 |
| PAOK Salonique                                             | 0-4 | 4-1 | 3-0 | 0-1 | 1-0 | 1-0 | 3-0 | 1-0 | 1-0 | 2-2 | 1-1 | 0-1 | 3-1 |      | 2-0 | 0-1 |
| PAE Veria                                                  | 0-1 | 0-2 | 1-0 | 1-0 | 1-1 | 1-1 | 1-2 | 1-0 | 3-1 | 2-1 | 0-1 | 0-2 | 1-1 | 0-0  |     | 1-1 |
| AO Xanthi                                                  | 0-1 | 6-1 | 0-2 | 2-0 | 0-1 | 1-0 | 0-3 | 1-1 | 4-1 | 1-0 | 1-4 | 3-2 | 1-2 | 1-0  | 2-0 |     |
| - Victoire à domicile - Match nul - Victoire à l'extérieur |     |     |     |     |     |     |     |     |     |     |     |     |     |      |     |     |

### Playoffs pour la qualification en Coupe d'Europe

#### Classement
Le barème de points servant à établir le classement se décompose ainsi :
- Victoire : 3 points
- Match nul : 1 point
- Défaite, forfait ou abandon du match : 0 point

Les 4 équipes démarrent les play-offs avec un total de points qui dépend de leur classement et de leur nombre de points obtenus lors de la saison régulière : il s'agit du tiers de l'écart entre le total de points du club avec le club classé 5e. Ce qui donne pour les 4 clubs en lice :
- AEK : 23 points d'avance, soit 8 points
- Panathinaikos : 21 points d'avance, soit 7 points
- Aris Salonique : 5 points d'avance, soit 2 points
- Panionios : 0 point

| Rang | Équipe         | Pts | J | G | N | P | Bp | Bc | Diff |
| ---- | -------------- | --- | - | - | - | - | -- | -- | ---- |
| 1    | Panathinaikos  | 21  | 6 | 4 | 2 | 0 | 14 | 5  | +9   |
| 2    | AEK Athènes    | 16  | 6 | 2 | 2 | 2 | 10 | 11 | -1   |
| 3    | Aris Salonique | 7   | 6 | 1 | 2 | 3 | 9  | 9  | 0    |
| 4    | Panionios      | 5   | 6 | 1 | 2 | 3 | 7  | 15 | -8   |

| Légende : Qualifications et relégations | Légende : Qualifications et relégations              |
| --------------------------------------- | ---------------------------------------------------- |
|                                         | Ligue des champions 2008-2009 (2e tour préliminaire) |
|                                         | Coupe UEFA 2008-2009                                 |
|                                         | Coupe Intertoto 2008                                 |

#### Matchs
| Résultats (▼dom., ►ext.)                                   | AEK | Ari | Pao | Pnn |
| AEK Athènes                                                |     | 1-0 | 1-1 | 5-0 |
| Aris Salonique                                             | 4-0 |     | 1-1 | 3-3 |
| Panathinaikos                                              | 4-1 | 3-1 |     | 3-0 |
| Panionios                                                  | 2-2 | 1-0 | 1-2 |     |
| - Victoire à domicile - Match nul - Victoire à l'extérieur |     |     |     |     |

## Bilan de la saison
| Tableau d'Honneur                |            |
| Compétition                      | Vainqueur  |
| Championnat de Grèce de football | Olympiakos |
| Coupe de Grèce de football       | Olympiakos |
| Supercoupe de Grèce de football  | Olympiakos |

| Qualifications européennes 2008-2009      |                            |
| Ligue des champions 2008-2009             | Qualifiés                  |
| 3e tour préliminaire 2e tour préliminaire | Olympiakos Panathinaikos   |
| Coupe UEFA 2008-2009                      | Qualifiés                  |
| 1er tour                                  | AEK Athènes Aris Salonique |
| Coupe Intertoto 2008                      | Qualifié                   |
| 3e tour préliminaire                      | Panionios                  |

| Promotions et relégations |                                                    |
| Relégués en Beta Ethniki  | Atromitos FC PAE Veria Apollon Kalamarias          |
| Promus de Beta Ethniki    | Panserraikos FC Thrasývoulos Fylís Panthrakikos FC |

## Statistiques

### Meilleurs buteurs
| # | Buteurs              | Clubs         | Nb de Buts |
| - | -------------------- | ------------- | ---------- |
| 1 | Ismael Blanco        | AEK Athènes   | 19         |
| 2 | Darko Kovačević      | Olympiakos    | 17         |
| 3 | Dimitris Salpingidis | Panathinaikos | 15         |
| 4 | Tomasz Radzinski     | AO Xanthi     | 14         |
| 4 | Rafik Djebbour       | Panionios     | 14         |